# Riksdagsval i Stockholms kommun
Detta är en komplett förteckning över resultaten i alla riksdagsval i Stockholms kommun sedan tvåkammarriksdagen avskaffades i och med valet 1970. 
Uppgifterna är hämtade från valmyndigheten och SCB. Tabellerna inkluderar partier med 2% av rösterna eller mer. Länk till mer detaljerade resultat finns för varje avsnitt.

## Valresultat

### 1970
| Riksdagsvalet i Sverige 1970: Stockholms kommuns valkrets | Riksdagsvalet i Sverige 1970: Stockholms kommuns valkrets | Riksdagsvalet i Sverige 1970: Stockholms kommuns valkrets | Riksdagsvalet i Sverige 1970: Stockholms kommuns valkrets | Riksdagsvalet i Sverige 1970: Stockholms kommuns valkrets | Riksdagsvalet i Sverige 1970: Stockholms kommuns valkrets | Riksdagsvalet i Sverige 1970: Stockholms kommuns valkrets |
| Parti                                                     | Parti                                                     | Röster                                                    | Röster                                                    | Röster                                                    | Mandatfördelning                                          | Mandatfördelning                                          |
| Parti                                                     | Parti                                                     | Antal                                                     | %                                                         | +− %                                                      | Antal                                                     | +−                                                        |
| --------------------------------------------------------- | --------------------------------------------------------- | --------------------------------------------------------- | --------------------------------------------------------- | --------------------------------------------------------- | --------------------------------------------------------- | --------------------------------------------------------- |
|                                                           | Socialdemokraterna                                        | 208 967                                                   | 42,57                                                     | —                                                         | 15                                                        | —                                                         |
|                                                           | Folkpartiet                                               | 103 170                                                   | 21,02                                                     | —                                                         | 7                                                         | —                                                         |
|                                                           | Moderata samlingspartiet                                  | 82 152                                                    | 16,74                                                     | —                                                         | 6                                                         | —                                                         |
|                                                           | Centerpartiet                                             | 49 183                                                    | 10,02                                                     | —                                                         | 4                                                         | —                                                         |
|                                                           | Vänsterpartiet kommunisterna                              | 36 084                                                    | 7,35                                                      | —                                                         | 4                                                         | —                                                         |
|                                                           | Övriga                                                    | 11 328                                                    | 2,31                                                      | —                                                         | —                                                         | —                                                         |
| Antal giltiga röster                                      | Antal giltiga röster                                      | 490 884                                                   |                                                           |                                                           |                                                           |                                                           |
| Ogiltiga röster                                           | Ogiltiga röster                                           | 1 286                                                     |                                                           |                                                           |                                                           |                                                           |
| Totalt                                                    | Totalt                                                    | 492 170                                                   |                                                           |                                                           |                                                           |                                                           |

Inför valet var 569 832 personer röstberättigade. Detta innebar ett valdeltagande på 86,37%.
Valkretsen hade 31 fasta mandat och 5 utjämningsmandat.
Eftersom detta var det första valet till enkammarriksdagen så står inga förändringar i tabellen.
Källa: Allmänna valen 1970, del 1 Riksdagsvalet den 20 september 1970 SCB 1971.

### 1973
| Riksdagsvalet i Sverige 1973: Stockholms kommuns valkrets | Riksdagsvalet i Sverige 1973: Stockholms kommuns valkrets | Riksdagsvalet i Sverige 1973: Stockholms kommuns valkrets | Riksdagsvalet i Sverige 1973: Stockholms kommuns valkrets | Riksdagsvalet i Sverige 1973: Stockholms kommuns valkrets | Riksdagsvalet i Sverige 1973: Stockholms kommuns valkrets | Riksdagsvalet i Sverige 1973: Stockholms kommuns valkrets |
| Parti                                                     | Parti                                                     | Röster                                                    | Röster                                                    | Röster                                                    | Mandatfördelning                                          | Mandatfördelning                                          |
| Parti                                                     | Parti                                                     | Antal                                                     | %                                                         | +− %                                                      | Antal                                                     | +−                                                        |
| --------------------------------------------------------- | --------------------------------------------------------- | --------------------------------------------------------- | --------------------------------------------------------- | --------------------------------------------------------- | --------------------------------------------------------- | --------------------------------------------------------- |
|                                                           | Socialdemokraterna                                        | 184 758                                                   | 39,36                                                     | -3,21                                                     | 13                                                        | -2                                                        |
|                                                           | Moderata samlingspartiet                                  | 109 549                                                   | 23,34                                                     | +6,60                                                     | 8                                                         | +2                                                        |
|                                                           | Centerpartiet                                             | 69 687                                                    | 14,85                                                     | +4,83                                                     | 5                                                         | +1                                                        |
|                                                           | Folkpartiet                                               | 52 728                                                    | 11,23                                                     | -9,79                                                     | 4                                                         | -3                                                        |
|                                                           | Vänsterpartiet kommunisterna                              | 43 196                                                    | 9,20                                                      | +1,85                                                     | 4                                                         | +-0                                                       |
|                                                           | Övriga                                                    | 9 468                                                     | 2,02                                                      | —                                                         | —                                                         | —                                                         |
| Antal giltiga röster                                      | Antal giltiga röster                                      | 469 386                                                   |                                                           |                                                           |                                                           |                                                           |
| Ogiltiga röster                                           | Ogiltiga röster                                           | 1 218                                                     |                                                           |                                                           |                                                           |                                                           |
| Totalt                                                    | Totalt                                                    | 470 604                                                   |                                                           |                                                           |                                                           |                                                           |

Inför valet var 527 792 personer röstberättigade. Detta innebar ett valdeltagande på 89,16%.
Valkretsen hade 29 fasta mandat och 5 utjämningsmandat.
Källa: Allmänna valen 1973, del 1 Riksdagsvalet den 16 september 1973 SCB 1974.

### 1976
| Riksdagsvalet i Sverige 1976: Stockholms kommuns valkrets | Riksdagsvalet i Sverige 1976: Stockholms kommuns valkrets | Riksdagsvalet i Sverige 1976: Stockholms kommuns valkrets | Riksdagsvalet i Sverige 1976: Stockholms kommuns valkrets | Riksdagsvalet i Sverige 1976: Stockholms kommuns valkrets | Riksdagsvalet i Sverige 1976: Stockholms kommuns valkrets | Riksdagsvalet i Sverige 1976: Stockholms kommuns valkrets |
| Parti                                                     | Parti                                                     | Röster                                                    | Röster                                                    | Röster                                                    | Mandatfördelning                                          | Mandatfördelning                                          |
| Parti                                                     | Parti                                                     | Antal                                                     | %                                                         | +− %                                                      | Antal                                                     | +−                                                        |
| --------------------------------------------------------- | --------------------------------------------------------- | --------------------------------------------------------- | --------------------------------------------------------- | --------------------------------------------------------- | --------------------------------------------------------- | --------------------------------------------------------- |
|                                                           | Socialdemokraterna                                        | 179 710                                                   | 38,15                                                     | -1,21                                                     | 12                                                        | -1                                                        |
|                                                           | Moderata samlingspartiet                                  | 116 787                                                   | 24,79                                                     | +1,45                                                     | 8                                                         | +-0                                                       |
|                                                           | Folkpartiet                                               | 62 680                                                    | 13,31                                                     | +2,08                                                     | 4                                                         | +-0                                                       |
|                                                           | Centerpartiet                                             | 62 543                                                    | 13,28                                                     | -1,57                                                     | 4                                                         | -1                                                        |
|                                                           | Vänsterpartiet kommunisterna                              | 41 542                                                    | 8,82                                                      | -0,38                                                     | 4                                                         | +-0                                                       |
|                                                           | Övriga                                                    | 7 808                                                     | 1,66                                                      | —                                                         | —                                                         | —                                                         |
| Antal giltiga röster                                      | Antal giltiga röster                                      | 471 070                                                   |                                                           |                                                           |                                                           |                                                           |
| Ogiltiga röster                                           | Ogiltiga röster                                           | 2 343                                                     |                                                           |                                                           |                                                           |                                                           |
| Totalt                                                    | Totalt                                                    | 473 413                                                   |                                                           |                                                           |                                                           |                                                           |

Inför valet var 523 983 personer röstberättigade. Detta innebar ett valdeltagande på 90,35%.
Valkretsen hade 27 fasta mandat och 5 utjämningsmandat.
Källa: Allmänna valen 1976, del 1 Riksdagsvalet den 19 september 1976 SCB 1977.

### 1979
| Riksdagsvalet i Sverige 1979: Stockholms kommuns valkrets | Riksdagsvalet i Sverige 1979: Stockholms kommuns valkrets | Riksdagsvalet i Sverige 1979: Stockholms kommuns valkrets | Riksdagsvalet i Sverige 1979: Stockholms kommuns valkrets | Riksdagsvalet i Sverige 1979: Stockholms kommuns valkrets | Riksdagsvalet i Sverige 1979: Stockholms kommuns valkrets | Riksdagsvalet i Sverige 1979: Stockholms kommuns valkrets |
| Parti                                                     | Parti                                                     | Röster                                                    | Röster                                                    | Röster                                                    | Mandatfördelning                                          | Mandatfördelning                                          |
| Parti                                                     | Parti                                                     | Antal                                                     | %                                                         | +− %                                                      | Antal                                                     | +−                                                        |
| --------------------------------------------------------- | --------------------------------------------------------- | --------------------------------------------------------- | --------------------------------------------------------- | --------------------------------------------------------- | --------------------------------------------------------- | --------------------------------------------------------- |
|                                                           | Socialdemokraterna                                        | 171 474                                                   | 37,83                                                     | -0,32                                                     | 11                                                        | -1                                                        |
|                                                           | Moderata samlingspartiet                                  | 132 224                                                   | 29,17                                                     | +4,38                                                     | 9                                                         | +1                                                        |
|                                                           | Folkpartiet                                               | 53 261                                                    | 11,75                                                     | -1,56                                                     | 4                                                         | +-0                                                       |
|                                                           | Vänsterpartiet kommunisterna                              | 47 513                                                    | 10,48                                                     | +1,66                                                     | 4                                                         | +-0                                                       |
|                                                           | Centerpartiet                                             | 40 676                                                    | 8,97                                                      | -4,31                                                     | 3                                                         | -1                                                        |
|                                                           | Övriga                                                    | 8 139                                                     | 1,80                                                      | —                                                         | —                                                         | —                                                         |
| Antal giltiga röster                                      | Antal giltiga röster                                      | 453 287                                                   |                                                           |                                                           |                                                           |                                                           |
| Ogiltiga röster                                           | Ogiltiga röster                                           | 4 006                                                     |                                                           |                                                           |                                                           |                                                           |
| Totalt                                                    | Totalt                                                    | 457 293                                                   |                                                           |                                                           |                                                           |                                                           |

Inför valet var 513 669 personer röstberättigade. Detta innebar ett valdeltagande på 89,02%.
Valkretsen hade 26 fasta mandat och 5 utjämningsmandat.
Källa: Allmänna valen 1979, del 1 Riksdagsvalet den 16 september 1979 SCB 1980.

### 1982
| Riksdagsvalet i Sverige 1982: Stockholms kommuns valkrets | Riksdagsvalet i Sverige 1982: Stockholms kommuns valkrets | Riksdagsvalet i Sverige 1982: Stockholms kommuns valkrets | Riksdagsvalet i Sverige 1982: Stockholms kommuns valkrets | Riksdagsvalet i Sverige 1982: Stockholms kommuns valkrets | Riksdagsvalet i Sverige 1982: Stockholms kommuns valkrets | Riksdagsvalet i Sverige 1982: Stockholms kommuns valkrets |
| Parti                                                     | Parti                                                     | Röster                                                    | Röster                                                    | Röster                                                    | Mandatfördelning                                          | Mandatfördelning                                          |
| Parti                                                     | Parti                                                     | Antal                                                     | %                                                         | +− %                                                      | Antal                                                     | +−                                                        |
| --------------------------------------------------------- | --------------------------------------------------------- | --------------------------------------------------------- | --------------------------------------------------------- | --------------------------------------------------------- | --------------------------------------------------------- | --------------------------------------------------------- |
|                                                           | Socialdemokraterna                                        | 178 565                                                   | 39,37                                                     | +1,54                                                     | 12                                                        | +1                                                        |
|                                                           | Moderata samlingspartiet                                  | 152 817                                                   | 33,69                                                     | +4,52                                                     | 11                                                        | +2                                                        |
|                                                           | Vänsterpartiet kommunisterna                              | 45 737                                                    | 10,08                                                     | -0,40                                                     | 4                                                         | +-0                                                       |
|                                                           | Centerpartiet                                             | 33 062                                                    | 7,29                                                      | -1,68                                                     | 2                                                         | -1                                                        |
|                                                           | Folkpartiet                                               | 26 721                                                    | 5,89                                                      | -5,86                                                     | 2                                                         | -2                                                        |
|                                                           | Miljöpartiet de gröna                                     | 10 021                                                    | 2,21                                                      | nytt                                                      | 0                                                         | +-0                                                       |
|                                                           | Övriga                                                    | 6 612                                                     | 1,46                                                      | —                                                         | —                                                         | —                                                         |
| Antal giltiga röster                                      | Antal giltiga röster                                      | 453 535                                                   |                                                           |                                                           |                                                           |                                                           |
| Ogiltiga röster                                           | Ogiltiga röster                                           | 5 997                                                     |                                                           |                                                           |                                                           |                                                           |
| Totalt                                                    | Totalt                                                    | 459 532                                                   |                                                           |                                                           |                                                           |                                                           |

Inför valet var 510 638 personer röstberättigade. Detta innebar ett valdeltagande på 89,99%.
Valkretsen hade 26 fasta mandat och 5 utjämningsmandat.
Källa: Allmänna valen 1982, del 1 Riksdagsvalet den 19 september 1982 SCB 1983.

### 1985
| Riksdagsvalet i Sverige 1985: Stockholms kommuns valkrets | Riksdagsvalet i Sverige 1985: Stockholms kommuns valkrets | Riksdagsvalet i Sverige 1985: Stockholms kommuns valkrets | Riksdagsvalet i Sverige 1985: Stockholms kommuns valkrets | Riksdagsvalet i Sverige 1985: Stockholms kommuns valkrets | Riksdagsvalet i Sverige 1985: Stockholms kommuns valkrets | Riksdagsvalet i Sverige 1985: Stockholms kommuns valkrets |
| Parti                                                     | Parti                                                     | Röster                                                    | Röster                                                    | Röster                                                    | Mandatfördelning                                          | Mandatfördelning                                          |
| Parti                                                     | Parti                                                     | Antal                                                     | %                                                         | +− %                                                      | Antal                                                     | +−                                                        |
| --------------------------------------------------------- | --------------------------------------------------------- | --------------------------------------------------------- | --------------------------------------------------------- | --------------------------------------------------------- | --------------------------------------------------------- | --------------------------------------------------------- |
|                                                           | Socialdemokraterna                                        | 172 352                                                   | 38,04                                                     | -1,33                                                     | 11                                                        | -1                                                        |
|                                                           | Moderata samlingspartiet                                  | 136 899                                                   | 30,21                                                     | -3,48                                                     | 9                                                         | -2                                                        |
|                                                           | Folkpartiet                                               | 71 639                                                    | 15,81                                                     | +9,92                                                     | 5                                                         | +3                                                        |
|                                                           | Vänsterpartiet kommunisterna                              | 43 384                                                    | 9,57                                                      | -0,51                                                     | 3                                                         | -1                                                        |
|                                                           | Centern                                                   | 16 745                                                    | 3,70                                                      | *-4,55                                                    | 1                                                         | -1                                                        |
|                                                           | Övriga                                                    | 12 098                                                    | 2,67                                                      | —                                                         | —                                                         | —                                                         |
| Antal giltiga röster                                      | Antal giltiga röster                                      | 453 117                                                   |                                                           |                                                           |                                                           |                                                           |
| Ogiltiga röster                                           | Ogiltiga röster                                           | 4 724                                                     |                                                           |                                                           |                                                           |                                                           |
| Totalt                                                    | Totalt                                                    | 457 841                                                   |                                                           |                                                           |                                                           |                                                           |

Inför valet var 515 701 personer röstberättigade. Detta innebar ett valdeltagande på 88,78%.
Valkretsen hade 25 fasta mandat och 4 utjämningsmandat.
(*) Centern var en valsamverkan mellan Centerpartiet och Kristen demokratisk samling. Förändringen utgår från dessa partier gemensamma valresultat vid valet 1982.
Källa: Allmänna valen 1985, del 1 Riksdagsvalet den 15 september 1985 SCB 1986.

### 1988
| Riksdagsvalet i Sverige 1985: Stockholms kommuns valkrets | Riksdagsvalet i Sverige 1985: Stockholms kommuns valkrets | Riksdagsvalet i Sverige 1985: Stockholms kommuns valkrets | Riksdagsvalet i Sverige 1985: Stockholms kommuns valkrets | Riksdagsvalet i Sverige 1985: Stockholms kommuns valkrets | Riksdagsvalet i Sverige 1985: Stockholms kommuns valkrets | Riksdagsvalet i Sverige 1985: Stockholms kommuns valkrets |
| Parti                                                     | Parti                                                     | Röster                                                    | Röster                                                    | Röster                                                    | Mandatfördelning                                          | Mandatfördelning                                          |
| Parti                                                     | Parti                                                     | Antal                                                     | %                                                         | +− %                                                      | Antal                                                     | +−                                                        |
| --------------------------------------------------------- | --------------------------------------------------------- | --------------------------------------------------------- | --------------------------------------------------------- | --------------------------------------------------------- | --------------------------------------------------------- | --------------------------------------------------------- |
|                                                           | Socialdemokraterna                                        | 145 524                                                   | 33,65                                                     | -4,39                                                     | 10                                                        | -1                                                        |
|                                                           | Moderata samlingspartiet                                  | 119 567                                                   | 27,65                                                     | -2,56                                                     | 8                                                         | -1                                                        |
|                                                           | Folkpartiet                                               | 62 511                                                    | 14,45                                                     | -1,36                                                     | 5                                                         | +-0                                                       |
|                                                           | Vänsterpartiet kommunisterna                              | 44 339                                                    | 10,25                                                     | +0,68                                                     | 4                                                         | +1                                                        |
|                                                           | Miljöpartiet de gröna                                     | 29 894                                                    | 6,91                                                      | +5,17                                                     | 2                                                         | +2                                                        |
|                                                           | Centerpartiet                                             | 18 195                                                    | 4,21                                                      | *                                                         | 1                                                         | +-0                                                       |
|                                                           | Övriga                                                    | 12 460                                                    | 2,88                                                      | —                                                         | —                                                         | —                                                         |
| Antal giltiga röster                                      | Antal giltiga röster                                      | 432 490                                                   |                                                           |                                                           |                                                           |                                                           |
| Ogiltiga röster                                           | Ogiltiga röster                                           | 6 627                                                     |                                                           |                                                           |                                                           |                                                           |
| Totalt                                                    | Totalt                                                    | 439 117                                                   |                                                           |                                                           |                                                           |                                                           |

Inför valet var 518 730 personer röstberättigade. Detta innebar ett valdeltagande på 84,65%.
Valkretsen hade 25 fasta mandat och 5 utjämningsmandat.
(*) Eftersom Centerpartiet var i valsamverkan med Kristen demokratisk samling i valet 1985 kan ingen jämförelse här göras.
Källa: Allmänna valen 1988, del 1 Riksdagsvalet den 18 september 1988 SCB 1989.

### 1991
| Riksdagsvalet i Sverige 1991: Stockholms kommuns valkrets | Riksdagsvalet i Sverige 1991: Stockholms kommuns valkrets | Riksdagsvalet i Sverige 1991: Stockholms kommuns valkrets | Riksdagsvalet i Sverige 1991: Stockholms kommuns valkrets | Riksdagsvalet i Sverige 1991: Stockholms kommuns valkrets | Riksdagsvalet i Sverige 1991: Stockholms kommuns valkrets | Riksdagsvalet i Sverige 1991: Stockholms kommuns valkrets |
| Parti                                                     | Parti                                                     | Röster                                                    | Röster                                                    | Röster                                                    | Mandatfördelning                                          | Mandatfördelning                                          |
| Parti                                                     | Parti                                                     | Antal                                                     | %                                                         | +− %                                                      | Antal                                                     | +−                                                        |
| --------------------------------------------------------- | --------------------------------------------------------- | --------------------------------------------------------- | --------------------------------------------------------- | --------------------------------------------------------- | --------------------------------------------------------- | --------------------------------------------------------- |
|                                                           | Moderata samlingspartiet                                  | 133 141                                                   | 30,73                                                     | +3,08                                                     | 9                                                         | +1                                                        |
|                                                           | Socialdemokraterna                                        | 129 108                                                   | 29,80                                                     | -3,85                                                     | 8                                                         | -2                                                        |
|                                                           | Folkpartiet liberalerna                                   | 49 510                                                    | 11,43                                                     | -3,02                                                     | 3                                                         | -2                                                        |
|                                                           | Vänsterpartiet                                            | 30 956                                                    | 7,15                                                      | -3,10                                                     | 2                                                         | -2                                                        |
|                                                           | Ny demokrati                                              | 29 485                                                    | 6,81                                                      | nytt                                                      | 2                                                         | +2                                                        |
|                                                           | Miljöpartiet de gröna                                     | 22 979                                                    | 5,30                                                      | -1,61                                                     | 0                                                         | -2                                                        |
|                                                           | Kristdemokratiska Samhällspartiet                         | 21 233                                                    | 4,90                                                      | +3,09                                                     | 1                                                         | +1                                                        |
|                                                           | Centerpartiet                                             | 12 656                                                    | 2,92                                                      | -1,29                                                     | 1                                                         | +-0                                                       |
|                                                           | Övriga                                                    | 4 132                                                     | 0,95                                                      | —                                                         | —                                                         | —                                                         |
| Antal giltiga röster                                      | Antal giltiga röster                                      | 433 200                                                   |                                                           |                                                           |                                                           |                                                           |
| Ogiltiga röster                                           | Ogiltiga röster                                           | 7 782                                                     |                                                           |                                                           |                                                           |                                                           |
| Totalt                                                    | Totalt                                                    | 440 982                                                   |                                                           |                                                           |                                                           |                                                           |

Inför valet var 514 562 personer röstberättigade. Detta innebar ett valdeltagande på 85,70%.
Valkretsen hade 25 fasta mandat och 1 utjämningsmandat.
Källa: Allmänna valen 1991, del 1 Riksdagsvalet den 15 september 1991 SCB 1992.

### 1994
| Riksdagsvalet i Sverige 1994: Stockholms kommuns valkrets | Riksdagsvalet i Sverige 1994: Stockholms kommuns valkrets | Riksdagsvalet i Sverige 1994: Stockholms kommuns valkrets | Riksdagsvalet i Sverige 1994: Stockholms kommuns valkrets | Riksdagsvalet i Sverige 1994: Stockholms kommuns valkrets | Riksdagsvalet i Sverige 1994: Stockholms kommuns valkrets | Riksdagsvalet i Sverige 1994: Stockholms kommuns valkrets |
| Parti                                                     | Parti                                                     | Röster                                                    | Röster                                                    | Röster                                                    | Mandatfördelning                                          | Mandatfördelning                                          |
| Parti                                                     | Parti                                                     | Antal                                                     | %                                                         | +− %                                                      | Antal                                                     | +−                                                        |
| --------------------------------------------------------- | --------------------------------------------------------- | --------------------------------------------------------- | --------------------------------------------------------- | --------------------------------------------------------- | --------------------------------------------------------- | --------------------------------------------------------- |
|                                                           | Socialdemokraterna                                        | 152 722                                                   | 34,83                                                     | +5,03                                                     | 9                                                         | +1                                                        |
|                                                           | Moderata samlingspartiet                                  | 140 982                                                   | 32,16                                                     | +1,43                                                     | 8                                                         | -1                                                        |
|                                                           | Folkpartiet liberalerna                                   | 44 707                                                    | 10,20                                                     | -1,23                                                     | 3                                                         | +-0                                                       |
|                                                           | Vänsterpartiet                                            | 36 768                                                    | 8,39                                                      | +1,24                                                     | 2                                                         | +-0                                                       |
|                                                           | Miljöpartiet de gröna                                     | 25 595                                                    | 5,84                                                      | +0,54                                                     | 2                                                         | +2                                                        |
|                                                           | Centerpartiet                                             | 13 996                                                    | 3,19                                                      | +0,27                                                     | 1                                                         | +-0                                                       |
|                                                           | Kristdemokratiska Samhällspartiet                         | 13 303                                                    | 3,03                                                      | -1,87                                                     | 1                                                         | +-0                                                       |
|                                                           | Övriga                                                    | 10 359                                                    | 2,36                                                      | —                                                         | —                                                         | —                                                         |
| Antal giltiga röster                                      | Antal giltiga röster                                      | 438 432                                                   |                                                           |                                                           |                                                           |                                                           |
| Ogiltiga röster                                           | Ogiltiga röster                                           | 7 329                                                     |                                                           |                                                           |                                                           |                                                           |
| Totalt                                                    | Totalt                                                    | 445 761                                                   |                                                           |                                                           |                                                           |                                                           |

Inför valet var 522 122 personer röstberättigade. Detta innebar ett valdeltagande på 85,37%.
Valkretsen hade 25 fasta mandat och 1 utjämningsmandat.
Källa: Allmänna valen 1994, del 1 Riksdagsvalet den 18 september 1994 SCB 1995.

### 1998
| Riksdagsvalet i Sverige 1998: Stockholms kommuns valkrets | Riksdagsvalet i Sverige 1998: Stockholms kommuns valkrets | Riksdagsvalet i Sverige 1998: Stockholms kommuns valkrets | Riksdagsvalet i Sverige 1998: Stockholms kommuns valkrets | Riksdagsvalet i Sverige 1998: Stockholms kommuns valkrets | Riksdagsvalet i Sverige 1998: Stockholms kommuns valkrets | Riksdagsvalet i Sverige 1998: Stockholms kommuns valkrets |
| Parti                                                     | Parti                                                     | Röster                                                    | Röster                                                    | Röster                                                    | Mandatfördelning                                          | Mandatfördelning                                          |
| Parti                                                     | Parti                                                     | Antal                                                     | %                                                         | +− %                                                      | Antal                                                     | +−                                                        |
| --------------------------------------------------------- | --------------------------------------------------------- | --------------------------------------------------------- | --------------------------------------------------------- | --------------------------------------------------------- | --------------------------------------------------------- | --------------------------------------------------------- |
|                                                           | Moderata samlingspartiet                                  | 147 599                                                   | 33,67                                                     | +1,51                                                     | 10                                                        | +2                                                        |
|                                                           | Socialdemokraterna                                        | 119 270                                                   | 27,21                                                     | -7,62                                                     | 7                                                         | -2                                                        |
|                                                           | Vänsterpartiet                                            | 56 663                                                    | 12,92                                                     | +4,53                                                     | 4                                                         | +2                                                        |
|                                                           | Kristdemokraterna                                         | 39 100                                                    | 8,92                                                      | +5,89                                                     | 3                                                         | +2                                                        |
|                                                           | Folkpartiet liberalerna                                   | 33 027                                                    | 7,53                                                      | -2,67                                                     | 2                                                         | -1                                                        |
|                                                           | Miljöpartiet de gröna                                     | 24 362                                                    | 5,55                                                      | -0,29                                                     | 2                                                         | +-0                                                       |
|                                                           | Övriga                                                    | 18 274                                                    | 4,15                                                      | —                                                         | —                                                         | —                                                         |
| Antal giltiga röster                                      | Antal giltiga röster                                      | 438 295                                                   |                                                           |                                                           |                                                           |                                                           |
| Ogiltiga röster                                           | Ogiltiga röster                                           | 8 668                                                     |                                                           |                                                           |                                                           |                                                           |
| Totalt                                                    | Totalt                                                    | 446 963                                                   |                                                           |                                                           |                                                           |                                                           |

Inför valet var 552 045 personer röstberättigade. Detta innebar ett valdeltagande på 80,96%.
Valkretsen hade 26 fasta mandat och 2 utjämningsmandat.
Källa: Riksdagsvalet VAL98 Valmyndigheten 1998.

### 2002
| Riksdagsvalet i Sverige 2002: Stockholms kommuns valkrets | Riksdagsvalet i Sverige 2002: Stockholms kommuns valkrets | Riksdagsvalet i Sverige 2002: Stockholms kommuns valkrets | Riksdagsvalet i Sverige 2002: Stockholms kommuns valkrets | Riksdagsvalet i Sverige 2002: Stockholms kommuns valkrets | Riksdagsvalet i Sverige 2002: Stockholms kommuns valkrets | Riksdagsvalet i Sverige 2002: Stockholms kommuns valkrets |
| Parti                                                     | Parti                                                     | Röster                                                    | Röster                                                    | Röster                                                    | Mandatfördelning                                          | Mandatfördelning                                          |
| Parti                                                     | Parti                                                     | Antal                                                     | %                                                         | +− %                                                      | Antal                                                     | +−                                                        |
| --------------------------------------------------------- | --------------------------------------------------------- | --------------------------------------------------------- | --------------------------------------------------------- | --------------------------------------------------------- | --------------------------------------------------------- | --------------------------------------------------------- |
|                                                           | Socialdemokraterna                                        | 143 640                                                   | 31,36                                                     | +4,15                                                     | 9                                                         | +2                                                        |
|                                                           | Moderata samlingspartiet                                  | 96 205                                                    | 21,01                                                     | -12,66                                                    | 7                                                         | -3                                                        |
|                                                           | Folkpartiet liberalerna                                   | 89 510                                                    | 19,54                                                     | +12,01                                                    | 6                                                         | +4                                                        |
|                                                           | Vänsterpartiet                                            | 49 795                                                    | 10,87                                                     | -2,05                                                     | 3                                                         | -1                                                        |
|                                                           | Miljöpartiet de gröna                                     | 31 027                                                    | 6,77                                                      | +1,22                                                     | 2                                                         | +-0                                                       |
|                                                           | Kristdemokraterna                                         | 30 228                                                    | 6,60                                                      | -2,32                                                     | 2                                                         | -1                                                        |
|                                                           | Övriga                                                    | 17 600                                                    | 3,84                                                      | —                                                         | —                                                         | —                                                         |
| Antal giltiga röster                                      | Antal giltiga röster                                      | 458 005                                                   |                                                           |                                                           |                                                           |                                                           |
| Ogiltiga röster                                           | Ogiltiga röster                                           | 5 248                                                     |                                                           |                                                           |                                                           |                                                           |
| Totalt                                                    | Totalt                                                    | 463 253                                                   |                                                           |                                                           |                                                           |                                                           |

Inför valet var 573 936 personer röstberättigade. Detta innebar ett valdeltagande på 80,72%.
Valkretsen hade 27 fasta mandat och 2 utjämningsmandat.
Källa: Stockholms kommun: Riksdagsval Valmyndigheten 2002.

### 2006
| Riksdagsvalet i Sverige 2006: Stockholms kommuns valkrets | Riksdagsvalet i Sverige 2006: Stockholms kommuns valkrets | Riksdagsvalet i Sverige 2006: Stockholms kommuns valkrets | Riksdagsvalet i Sverige 2006: Stockholms kommuns valkrets | Riksdagsvalet i Sverige 2006: Stockholms kommuns valkrets | Riksdagsvalet i Sverige 2006: Stockholms kommuns valkrets | Riksdagsvalet i Sverige 2006: Stockholms kommuns valkrets |
| Parti                                                     | Parti                                                     | Röster                                                    | Röster                                                    | Röster                                                    | Mandatfördelning                                          | Mandatfördelning                                          |
| Parti                                                     | Parti                                                     | Antal                                                     | %                                                         | +− %                                                      | Antal                                                     | +−                                                        |
| --------------------------------------------------------- | --------------------------------------------------------- | --------------------------------------------------------- | --------------------------------------------------------- | --------------------------------------------------------- | --------------------------------------------------------- | --------------------------------------------------------- |
|                                                           | Moderata samlingspartiet                                  | 169 211                                                   | 35,07                                                     | +14,06                                                    | 11                                                        | +4                                                        |
|                                                           | Socialdemokraterna                                        | 111 765                                                   | 23,17                                                     | -8,19                                                     | 6                                                         | -3                                                        |
|                                                           | Folkpartiet liberalerna                                   | 48 476                                                    | 10,05                                                     | -9,49                                                     | 3                                                         | -3                                                        |
|                                                           | Miljöpartiet de gröna                                     | 45 030                                                    | 9,33                                                      | +2,56                                                     | 3                                                         | +1                                                        |
|                                                           | Vänsterpartiet                                            | 35 616                                                    | 7,38                                                      | -3,49                                                     | 2                                                         | -3                                                        |
|                                                           | Centerpartiet                                             | 27 257                                                    | 5,65                                                      | +4,79                                                     | 2                                                         | +2                                                        |
|                                                           | Kristdemokraterna                                         | 24 327                                                    | 5,04                                                      | -1,56                                                     | 2                                                         | -1                                                        |
|                                                           | Övriga                                                    | 20 773                                                    | 4,31                                                      | —                                                         | —                                                         | —                                                         |
| Antal giltiga röster                                      | Antal giltiga röster                                      | 482 455                                                   |                                                           |                                                           |                                                           |                                                           |
| Blanka ogiltiga röster                                    | Blanka ogiltiga röster                                    | 6 386                                                     |                                                           |                                                           |                                                           |                                                           |
| Övriga ogiltiga röster                                    | Övriga ogiltiga röster                                    | 164                                                       |                                                           |                                                           |                                                           |                                                           |
| Totalt                                                    | Totalt                                                    | 489 005                                                   |                                                           |                                                           |                                                           |                                                           |

Inför valet var 593 334 personer röstberättigade. Detta innebar ett valdeltagande på 82,42%.
Valkretsen hade 27 fasta mandat och 1 utjämningsmandat.
Källa: Val till riksdagen - Riksdagsvalkrets Stockholms kommun Valmyndigheten 2006.

### 2010
| Riksdagsvalet i Sverige 2010: Stockholms kommuns valkrets | Riksdagsvalet i Sverige 2010: Stockholms kommuns valkrets | Riksdagsvalet i Sverige 2010: Stockholms kommuns valkrets | Riksdagsvalet i Sverige 2010: Stockholms kommuns valkrets | Riksdagsvalet i Sverige 2010: Stockholms kommuns valkrets | Riksdagsvalet i Sverige 2010: Stockholms kommuns valkrets | Riksdagsvalet i Sverige 2010: Stockholms kommuns valkrets |
| Parti                                                     | Parti                                                     | Röster                                                    | Röster                                                    | Röster                                                    | Mandatfördelning                                          | Mandatfördelning                                          |
| Parti                                                     | Parti                                                     | Antal                                                     | %                                                         | +− %                                                      | Antal                                                     | +−                                                        |
| --------------------------------------------------------- | --------------------------------------------------------- | --------------------------------------------------------- | --------------------------------------------------------- | --------------------------------------------------------- | --------------------------------------------------------- | --------------------------------------------------------- |
|                                                           | Moderata samlingspartiet                                  | 183 421                                                   | 34,29                                                     | -0,78                                                     | 10                                                        | -1                                                        |
|                                                           | Socialdemokraterna                                        | 111 688                                                   | 20,88                                                     | -2,29                                                     | 6                                                         | +-0                                                       |
|                                                           | Miljöpartiet de gröna                                     | 65 351                                                    | 12,22                                                     | +2,89                                                     | 3                                                         | +-0                                                       |
|                                                           | Folkpartiet liberalerna                                   | 45 939                                                    | 8,59                                                      | -1,46                                                     | 3                                                         | +-0                                                       |
|                                                           | Vänsterpartiet                                            | 39 565                                                    | 7,40                                                      | +0,01                                                     | 2                                                         | +-0                                                       |
|                                                           | Centerpartiet                                             | 33 895                                                    | 6,34                                                      | +0,69                                                     | 2                                                         | +-0                                                       |
|                                                           | Kristdemokraterna                                         | 28 244                                                    | 5,28                                                      | +0,24                                                     | 2                                                         | +1                                                        |
|                                                           | Sverigedemokraterna                                       | 16 950                                                    | 3,17                                                      | +1,53                                                     | 1                                                         | +1                                                        |
|                                                           | Övriga                                                    | 9 834                                                     | 1,84                                                      | —                                                         | —                                                         | —                                                         |
| Antal giltiga röster                                      | Antal giltiga röster                                      | 534 887                                                   |                                                           |                                                           |                                                           |                                                           |
| Blanka ogiltiga röster                                    | Blanka ogiltiga röster                                    | 3 948                                                     |                                                           |                                                           |                                                           |                                                           |
| Övriga ogiltiga röster                                    | Övriga ogiltiga röster                                    | 199                                                       |                                                           |                                                           |                                                           |                                                           |
| Totalt                                                    | Totalt                                                    | 539 034                                                   |                                                           |                                                           |                                                           |                                                           |

Inför valet var 634 464 personer röstberättigade. Detta innebar ett valdeltagande på 84,96%.
Valkretsen hade 28 fasta mandat och 1 utjämningsmandat. Totalt fanns 856 kandidater på partiernas listor.
Källa: Val till riksdagen - Röster - Stockholms kommun Valmyndigheten 2010.

### 2014
| Riksdagsvalet i Sverige 2014: Stockholms kommuns valkrets | Riksdagsvalet i Sverige 2014: Stockholms kommuns valkrets | Riksdagsvalet i Sverige 2014: Stockholms kommuns valkrets | Riksdagsvalet i Sverige 2014: Stockholms kommuns valkrets | Riksdagsvalet i Sverige 2014: Stockholms kommuns valkrets | Riksdagsvalet i Sverige 2014: Stockholms kommuns valkrets | Riksdagsvalet i Sverige 2014: Stockholms kommuns valkrets |
| Parti                                                     | Parti                                                     | Röster                                                    | Röster                                                    | Röster                                                    | Mandatfördelning                                          | Mandatfördelning                                          |
| Parti                                                     | Parti                                                     | Antal                                                     | %                                                         | +− %                                                      | Antal                                                     | +−                                                        |
| --------------------------------------------------------- | --------------------------------------------------------- | --------------------------------------------------------- | --------------------------------------------------------- | --------------------------------------------------------- | --------------------------------------------------------- | --------------------------------------------------------- |
|                                                           | Moderata samlingspartiet                                  | 160 166                                                   | 27,73                                                     | -6,56                                                     | 9                                                         | -1                                                        |
|                                                           | Socialdemokraterna                                        | 124 792                                                   | 21,61                                                     | +0,73                                                     | 7                                                         | +1                                                        |
|                                                           | Miljöpartiet de gröna                                     | 64 392                                                    | 11,15                                                     | -1,07                                                     | 4                                                         | +1                                                        |
|                                                           | Folkpartiet liberalerna                                   | 45 365                                                    | 7,85                                                      | -0,73                                                     | 3                                                         | +-0                                                       |
|                                                           | Vänsterpartiet                                            | 44 656                                                    | 7,73                                                      | +0,33                                                     | 3                                                         | +1                                                        |
|                                                           | Feministiskt initiativ                                    | 41 488                                                    | 7,18                                                      | +6,25                                                     | 0                                                         | +-0                                                       |
|                                                           | Sverigedemokraterna                                       | 38 356                                                    | 6,64                                                      | +3,47                                                     | 2                                                         | +1                                                        |
|                                                           | Centerpartiet                                             | 28 201                                                    | 4,88                                                      | -1,45                                                     | 2                                                         | +-0                                                       |
|                                                           | Kristdemokraterna                                         | 24 691                                                    | 4,28                                                      | -1,01                                                     | 2                                                         | +-0                                                       |
|                                                           | Övriga                                                    | 5 458                                                     | 0,95                                                      | +0,04                                                     | —                                                         | —                                                         |
| Antal giltiga röster                                      | Antal giltiga röster                                      | 577 565                                                   |                                                           |                                                           |                                                           |                                                           |
| Blanka ogiltiga röster                                    | Blanka ogiltiga röster                                    | 3 253                                                     |                                                           |                                                           |                                                           |                                                           |
| Övriga ogiltiga röster                                    | Övriga ogiltiga röster                                    | 247                                                       |                                                           |                                                           |                                                           |                                                           |
| Totalt                                                    | Totalt                                                    | 581 065                                                   |                                                           |                                                           |                                                           |                                                           |

Inför valet var 677 144 personer röstberättigade. Detta innebar ett valdeltagande på 85,81%.
Valkretsen hade 29 fasta mandat och 3 utjämningsmandat. Totalt fanns 941 kandidater på partiernas listor.
Källa: Val till riksdagen - Röster - Stockholms kommun Valmyndigheten 2014.

### 2018
| Riksdagsvalet i Sverige 2018: Stockholms kommuns valkrets | Riksdagsvalet i Sverige 2018: Stockholms kommuns valkrets | Riksdagsvalet i Sverige 2018: Stockholms kommuns valkrets | Riksdagsvalet i Sverige 2018: Stockholms kommuns valkrets | Riksdagsvalet i Sverige 2018: Stockholms kommuns valkrets | Riksdagsvalet i Sverige 2018: Stockholms kommuns valkrets | Riksdagsvalet i Sverige 2018: Stockholms kommuns valkrets |
| Parti                                                     | Parti                                                     | Röster                                                    | Röster                                                    | Röster                                                    | Mandatfördelning                                          | Mandatfördelning                                          |
| Parti                                                     | Parti                                                     | Antal                                                     | %                                                         | +− %                                                      | Antal                                                     | +−                                                        |
| --------------------------------------------------------- | --------------------------------------------------------- | --------------------------------------------------------- | --------------------------------------------------------- | --------------------------------------------------------- | --------------------------------------------------------- | --------------------------------------------------------- |
|                                                           | Socialdemokraterna                                        | 145 245                                                   | 23,76                                                     | +2,16                                                     | 8                                                         | +1                                                        |
|                                                           | Moderata samlingspartiet                                  | 133 731                                                   | 21,88                                                     | -5,85                                                     | 7                                                         | -2                                                        |
|                                                           | Vänsterpartiet                                            | 80 217                                                    | 13,12                                                     | +5,39                                                     | 4                                                         | +1                                                        |
|                                                           | Sverigedemokraterna                                       | 60 135                                                    | 9,84                                                      | +3,20                                                     | 3                                                         | +1                                                        |
|                                                           | Centerpartiet                                             | 55 428                                                    | 9,07                                                      | +4,19                                                     | 3                                                         | +1                                                        |
|                                                           | Liberalerna                                               | 47 988                                                    | 7,85                                                      | +-0                                                       | 3                                                         | +-0                                                       |
|                                                           | Miljöpartiet de gröna                                     | 47 044                                                    | 7,70                                                      | -3,45                                                     | 3                                                         | -1                                                        |
|                                                           | Kristdemokraterna                                         | 29 776                                                    | 4,87                                                      | +0,60                                                     | 1                                                         | -1                                                        |
|                                                           | Övriga                                                    | 11 642                                                    | 1,90                                                      | -6,23                                                     | —                                                         | —                                                         |
| Antal giltiga röster                                      | Antal giltiga röster                                      | 611 206                                                   |                                                           |                                                           |                                                           |                                                           |
| Blanka ogiltiga röster                                    | Blanka ogiltiga röster                                    | 3 035                                                     |                                                           |                                                           |                                                           |                                                           |
| Övriga ogiltiga röster                                    | Övriga ogiltiga röster                                    | 619                                                       |                                                           |                                                           |                                                           |                                                           |
| Totalt                                                    | Totalt                                                    | 614 860                                                   |                                                           |                                                           |                                                           |                                                           |

Inför valet var 704 157 personer röstberättigade. Detta innebar ett valdeltagande på 87,32%.
Valkretsen hade 29 fasta mandat och 3 utjämningsmandat. Totalt fanns 1 270 kandidater på partiernas listor.
Källa: Val till riksdagen - Röster - riksdagsvalkrets Stockholms kommun Valmyndigheten 2018.

### 2022
| Riksdagsvalet i Sverige 2022: Stockholms kommuns valkrets | Riksdagsvalet i Sverige 2022: Stockholms kommuns valkrets | Riksdagsvalet i Sverige 2022: Stockholms kommuns valkrets | Riksdagsvalet i Sverige 2022: Stockholms kommuns valkrets | Riksdagsvalet i Sverige 2022: Stockholms kommuns valkrets | Riksdagsvalet i Sverige 2022: Stockholms kommuns valkrets | Riksdagsvalet i Sverige 2022: Stockholms kommuns valkrets |
| Parti                                                     | Parti                                                     | Röster                                                    | Röster                                                    | Röster                                                    | Mandatfördelning                                          | Mandatfördelning                                          |
| Parti                                                     | Parti                                                     | Antal                                                     | %                                                         | +− %                                                      | Antal                                                     | +−                                                        |
| --------------------------------------------------------- | --------------------------------------------------------- | --------------------------------------------------------- | --------------------------------------------------------- | --------------------------------------------------------- | --------------------------------------------------------- | --------------------------------------------------------- |
|                                                           | Socialdemokraterna                                        | 170 308                                                   | 28,07                                                     | +4,31                                                     | 9                                                         | +1                                                        |
|                                                           | Moderata samlingspartiet                                  | 115 706                                                   | 19,07                                                     | -2,81                                                     | 6                                                         | -1                                                        |
|                                                           | Vänsterpartiet                                            | 71 171                                                    | 11,73                                                     | -1,39                                                     | 4                                                         | +-0                                                       |
|                                                           | Sverigedemokraterna                                       | 64 730                                                    | 10,67                                                     | +0,83                                                     | 4                                                         | +1                                                        |
|                                                           | Miljöpartiet de gröna                                     | 60 791                                                    | 10,02                                                     | +2,32                                                     | 4                                                         | +1                                                        |
|                                                           | Centerpartiet                                             | 51 437                                                    | 8,48                                                      | -0,59                                                     | 3                                                         | +-0                                                       |
|                                                           | Liberalerna                                               | 41 663                                                    | 6,87                                                      | -0,98                                                     | 3                                                         | +-0                                                       |
|                                                           | Kristdemokraterna                                         | 19 227                                                    | 3,17                                                      | -1,70                                                     | 1                                                         | +-0                                                       |
|                                                           | Övriga                                                    | 11 721                                                    | 1,93                                                      | +0.03                                                     | —                                                         | —                                                         |
| Antal giltiga röster                                      | Antal giltiga röster                                      | 606 754                                                   |                                                           |                                                           |                                                           |                                                           |
| Blanka ogiltiga röster                                    | Blanka ogiltiga röster                                    | 4 311                                                     |                                                           |                                                           |                                                           |                                                           |
| Övriga ogiltiga röster                                    | Övriga ogiltiga röster                                    | 843                                                       |                                                           |                                                           |                                                           |                                                           |
| Totalt                                                    | Totalt                                                    | 611 908                                                   |                                                           |                                                           |                                                           |                                                           |

Inför valet var 728 089 personer röstberättigade. Detta innebar ett valdeltagande på 84,04%.
Valkretsen hade 29 fasta mandat och 4 utjämningsmandat.
Källa:  Valmyndigheten 2022.